# 朝水雷
朝水雷（日语：／ Asamizu Rei，1997年9月30日—），日本前年少偶像、前寫真偶像。於東京都出身。所屬事務所為Lemon Grass（レモングラス）。

## 生平
1997年9月30日，朝水雷於東京都出生。母親從小開始從事藝術活動。比她小1歲的妹妹也是年少偶像。2004年4月1日，她入讀小學，並開始於DVD中登場。朝水在2007年3月先後推出寫真集《融化布丁》（めるてぃプリン）和寫真DVD《漂亮☆雷》（ぷりてぃ☆れい），這兩部作品皆有收錄她身穿丁字褲的場面，她的母親亦在DVD當中登場。根據《Sunday每日》的報導，由於她的母親跟事務所的社長認識，所以很快就答應這一工作。
一位負責寫真雜誌出版工作的業內人士因此懷疑「她母親的腦袋是否有問題？」，並認為Lemon Grass這樣的事務所只是在把孩子當作賺錢工具。她的寫真DVD《來抱我吧》（だっこして）在7月27日開售。跟《漂亮☆雷》等作品一樣，雷在當中同以身穿丁字褲及各類布料用得較少的泳衣登場。同日，心交社亦推出她的寫真集《雷的請求☆》（れいのおねがい☆）。
次年1月18日，雷的寫真DVD《Asa Gao》（あさがお）公開，她在當中部分場景以張開大腿的姿態進行拍攝。

## 人物
朝水雷在家裏喜歡幫助打掃，善於騎一輪車和哄寶寶入睡。